# Cratere Voskresenskiy
Voskresenskiy è un cratere lunare di 49,37 km situato nella parte nord-occidentale della faccia visibile della Luna.